# تئودور بیلروت
کریستین آلبرت تئودور بیلروت (به انگلیسی: /Theodor Billroth /bĭl'rōt) (زاده ۲۶ آوریل ۱۸۲۹ – درگذشته ۶ فوریه ۱۸۹۴) پزشک و جراح آلمانی بود. وی به دلیل انجام جراحی برداشتن معده (توده سرطانی پیلور) برای اولین بار در سال ۱۸۸۱ و همچنین انجام جراحی‌های ترمیم و برداشتن روده، به عنوان پدر جراحی نوین شکمی شناخته می‌شود.

## موسیقی
بیلروت یک پیانیست و نوازنده ویولون آماتور اما بااستعداد بود. همچنین با یوهانس برامس نوازنده رومانتیک وین دوستی نزدیک داشت.